# Världsmästerskapen i mountainbikeorientering 2010
Världsmästerskapen i mountainbikeorientering 2010 avgjordes i Montalegre i Portugal den 11-17 juli 2010. 

## Medaljörer

### Herrar

#### Sprint[1]
1. Adrian Jackson,  Australien, 22.08
2. Tõnis Erm,  Estland, 22.26
3. Anton Foliforov  Ryssland, 22.30

#### Medeldistans[1]
1. Samuli Saarela,  Finland, 1:06.34
2. Adrian Jackson,  Australien, 1:07.14
3. Luca Dallavalle,  Italien, 1:10,02

#### Långdistans[1]
1. Anton Foliforov,  Ryssland, 1:53.02
2. Adrian Jackson,  Australien, 1:55.05
3. Erik Skovgaard Knudsen  Danmark, 1:56.03

#### Stafett[1]
1. Ryssland (Ruslan Gritsan, Valeriy Gluhov, Anton Foliforov), 2:45.34
2. Danmark (Bjarke Refslund, Erik Skovgaard Knudsen, Lasse Brun Pedersen), 2:46.09
3. Tjeckien (Radek Laciga, Jan Lauerman, Marek Pospíšek), 2:48.10

### Damer

#### Sprint[1]
1. Anna Kaminska,  Polen, 21.25
2. Christine Schaffner,  Schweiz, 21.27
3. Martina Tichovská,  Tjeckien, 22.04

#### Medeldistans[1]
1. Michaela Gigon,  Österrike, 1:00.39
2. Rikke Kornvig,  Danmark, 1:01.12
3. Marika Hara,  Finland, 1:1.53

#### Långdistans[1]
1. Christine Schaffner,  Schweiz, 1:54.05
2. Ksenia Chernykh,  Ryssland, 1:56.42
3. Marika Hara,  Finland, 2:01.13

#### Stafett[1]
1. Danmark (Ann-Dorthe Lisbygd, Line Brun Stallknecht, Rikke Kornvig), 2:56.56
2. Finland (Kaisa Pirkonen, Ingrid Stengård, Marika Hara), 3:01.46
3. Tjeckien (Barbora Chudíková, Hana La Carbonara, Martina Tichovská), 3:01.58